# 1392年
| 千纪： | 2千纪 |
| 世纪： | 13世纪 \| 14世纪 \| 15世纪                                                                                 |
| 年代： | 1360年代 \| 1370年代 \| 1380年代 \| 1390年代 \| 1400年代 \| 1410年代 \| 1420年代                           |
| 年份： | 1387年 \| 1388年 \| 1389年 \| 1390年 \| 1391年 \| 1392年 \| 1393年 \| 1394年 \| 1395年 \| 1396年 \| 1397年 |
| 纪年： | 壬申年（猴年）；明洪武二十五年；越南光泰五年；日本南朝元中九年，北朝明德三年                               |

## 大事记
- 朝鲜半島
  - 朝鮮太祖李成桂廢高麗恭讓王，自立為王，建立朝鮮國，高麗滅亡。

- 日本
  - 大覺寺統及持明院統達成明德和約，室町幕府第三代將軍足利義滿結束了六十年的日本南北朝時代動亂，但不少南朝遺臣相繼逃亡出海，與日本浪人組成武裝，形成倭寇，侵擾中國沿岸地區。

- 歐洲
  - 法國國王查理六世開始精神錯亂，菲利普二世成為實際統治者。
  - 雅蓋沃平定立陶宛全境，在利達的奧斯特羅夫斯基莊園召集波蘭立陶宛兩國大貴族開會，兩國貴族簽訂奧斯特羅夫斯基協議（英语：Ostrów Agreement），加里西亞歸波蘭王冠領地，沃里尼亞成為立陶宛大公國沃倫州。

## 逝世
- 5月17日：朱标，明朝第一代皇太子